# Caspar C 30
Die Caspar C 30 war ein in den 1920er Jahren gebautes deutsches Aufklärungsflugzeug.

## Entwicklung
Die C 30 entstand 1926 bei den Caspar-Werken in Travemünde. Für den Entwurf zeichnete Ernst von Loessl verantwortlich, der sich augenscheinlich an der von ihm im selben Jahr projektierten C 29, von der er den charakteristischen Rumpf und das Tragwerk übernahm, orientierte. Allerdings hielt er die Konstruktion etwas kleiner und brachte die verwendeten Rateau-Lamellenkühler nicht in der Tragfläche, sondern frei hängend unter dem Motorblock unter, wahrscheinlich, weil sich erstere Ausführung bei der C 29 als nicht ausreichend erwiesen und zu einem Brand geführt hatte, durch den das Flugzeug komplett zerstört worden war. Die einzelnen Komponenten der C 30 wurden zwar in Travemünde hergestellt, der Zusammenbau des Prototyps jedoch in Dänemark bei der Kopenhagener Dansk Aero ausgeführt, da die Herstellung von Flugzeugen mit Motoren ab einer gewissen Leistungsklasse zu dieser Zeit im Deutschen Reich nach dem verlorenen Ersten Weltkrieg noch verboten war. Diese Grenze wurde zwar am 21. Mai 1926 durch das Pariser Luftfahrtabkommen aufgehoben, galt aber nur für zivile Luftfahrzeuge. Als Antrieb wurden entweder Triebwerke von Hispano-Suiza (500 PS), Wright (675 PS) oder Packard (800 PS) vorgesehen, die eine Höchstgeschwindigkeit von bis zu 280 km/h ermöglichen sollten. Die Erprobung fand 1926 statt, wahrscheinlich aber nur mit dem Hispano-Suiza-Motor; auch eine militärische Ausrüstung dürfte nicht eingebaut und getestet worden sein. Da sich für das Muster keine Interessenten fanden, wurden alle Arbeiten an der C 30 eingestellt, auch eine offizielle Registrierung erfolgte nicht.

## Konstruktion
Die C 30 war ein in Holzbauweise ausgeführter Doppeldecker mit einem stark gestaffelten, einstieligen und verspannten Tragwerk. Die Trag- und Leitwerksflächen waren eckig ausgebildet, ebenso der Rumpf mit einem weit heruntergezogenen Rücken. Unter dem Triebwerk waren zwei frei im Fahrtwind hängende Kühler installiert. Die beiden Kraftstoffbehälter waren im durchgehenden Oberflügel untergebracht und bildeten auf dessen Oberseite zwei auffällige Wülste. Ein weiteres konstruktiv auffälliges Merkmal war die ebenfalls durchgehende und unter dem Rumpf durchgeführte, mit dessen Unterseite durch Streben verbundene untere Tragfläche. Das starre Fahrwerk bestand aus den durch eine Achse verbundenen und mit V-Streben am Rumpf befestigten Haupträdern und einem sehr lang ausgeführtem Hecksporn.

## Technische Daten
| Kenngröße                                | Daten                                                                  |
| ---------------------------------------- | ---------------------------------------------------------------------- |
| Besatzung                                | 2                                                                      |
| Spannweite                               | 10,8 m                                                                 |
| Länge                                    | 9,1 m                                                                  |
| Leistungsbelastung                       | 3,2 kg/PS                                                              |
| Rüstmasse                                | 1200 kg                                                                |
| Zuladung                                 | 500 kg                                                                 |
| Startmasse                               | 1700 kg                                                                |
| Antrieb                                  | ein wassergekühlter Zwölfzylinder-Viertakt-V-Motor Hispano-Suiza 12 Ga |
| Startleistung Nennleistung Dauerleistung | 535 PS (393 kW) 500 PS (368 kW) 450 PS (331 kW)                        |
| Höchstgeschwindigkeit                    | 240 km/h in Bodennähe                                                  |
| Reichweite                               | 1000 km                                                                |
| Dienstgipfelhöhe                         | 7000 m                                                                 |